# Джуніор (Західна Вірджинія)
Джуніор (англ. Junior) — місто (англ. town) в США, в окрузі Барбур штату Західна Вірджинія. Населення — 384 особи (2020).

## Географія
Джуніор розташований за координатами 38°58′39″ пн. ш. 79°57′5″ зх. д. / 38.97750° пн. ш. 79.95139° зх. д. (38.977605, -79.951303).  За даними Бюро перепису населення США в 2010 році місто мало площу 0,88 км², з яких 0,81 км² — суходіл та 0,06 км² — водойми.

## Демографія
Згідно з переписом 2010 року, у місті мешкало 520 осіб у 197 домогосподарствах у складі 147 родин. Густота населення становила 594 особи/км².  Було 233 помешкання (266/км²).
Расовий склад населення:
| - 99,2 % — білих - 0,4 % — чорних або афроамериканців |

До двох чи більше рас належало 0,2 %. Частка іспаномовних становила 0,6 % від усіх жителів.
За віковим діапазоном населення розподілялося таким чином: 27,9 % — особи молодші 18 років, 59,6 % — особи у віці 18—64 років, 12,5 % — особи у віці 65 років та старші. Медіана віку мешканця становила 34,8 року. На 100 осіб жіночої статі у місті припадало 98,5 чоловіків;  на 100 жінок у віці від 18 років та старших — 91,3 чоловіків також старших 18 років.
Середній дохід на одне домашнє господарство  становив 40 518 доларів США (медіана — 32 222), а середній дохід на одну сім'ю — 42 301 долар (медіана — 40 313). За межею бідності перебувало 23,1 % осіб, у тому числі 43,6 % дітей у віці до 18 років та 0,0 % осіб у віці 65 років та старших.
Цивільне працевлаштоване населення становило 214 особи. Основні галузі зайнятості: роздрібна торгівля — 20,1 %, освіта, охорона здоров'я та соціальна допомога — 15,9 %, виробництво — 12,6 %, науковці, спеціалісти, менеджери — 9,3 %.